# Collegio di Liverpool Wavertree
Liverpool Wavertree è un collegio elettorale situato nel Merseyside, nel Nord Ovest dell'Inghilterra, e rappresentato alla Camera dei comuni del Parlamento del Regno Unito. Elegge un membro del parlamento con il sistema maggioritario a turno unico; l'attuale parlamentare è Paula Barker, eletta con il Partito Laburista nel 2019

## Estensione

Liverpool Wavertree dal 2010 al 2024

- 1918-1950: i ward del County Borough di Liverpool di Allerton, Childwall and Little Woolton, Garston, Much Woolton, Wavertree e Wavertree West.
- 1950-1983: i ward del County Borough di Liverpool di Old Swan, Wavertree e Wavertree West.
- 1997-2010: i ward della città di Liverpool di Broadgreen, Childwall, Church, Kensington, Old Swan e Picton.
- 2010-2024: i ward della città di Liverpool di Childwall, Church, Kensington and Fairfield, Old Swan, Picton e Wavertree.
- dal 2024: i ward della città di Liverpool di Aigburth, Arundel, Canning (piccola parte), Childwall, Church, Edge Hill, Everton East (piccola parte), Festival Gardens, Gateacre (piccola parte), Greenbank Park; Kensington and Fairfield, Mossley Hill, Old Swan West, Penny Lane, Princes Park (piccola parte), Sefton Park, Smithdown, St Michaels, Wavertree Garden Suburbs e Wavertree Village.

Il collegio è uno dei cinque che coprono la città di Liverpool, e in particolare sorge nella parte orientale della città, cioè Wavertree, Broadgreen, Childwall, Edge Hill, Kensington, Fairfield, Mossley Hill e Old Swan.

## Membri del parlamento
| Elezione | Elezione         | Deputato              | Partito               |
| -------- | ---------------- | --------------------- | --------------------- |
|          | 1918             | Nathan Raw            | Conservatore          |
| 1922     | Harold Smith     |                       | Conservatore          |
|          | 1923             | Hugh Rathbone         | Liberale              |
|          | 1924             | John Tinné            | Conservatore          |
| 1931 (S) | Ronald Nall-Cain |                       | Conservatore          |
|          | 1935 (S)         | Joseph Cleary         | Laburista             |
|          | 1935             | Peter Stapleton Shaw  | Conservatore          |
| 1945     | Victor Raikes    |                       | Conservatore          |
| 1950     | John Tilney      |                       | Conservatore          |
| Feb 1974 | Anthony Steen    |                       | Conservatore          |
|          | 1983             | Collegio abolito      | Collegio abolito      |
|          | 1997             | Collegio ri-istituito | Collegio ri-istituito |
|          | 1997             | Jane Kennedy          | Laburista             |
|          | 2010             | Luciana Berger        | Laburista Co-Op       |
|          | Feb 2019         | Luciana Berger        | Change UK             |
|          | Giu 2019         | Luciana Berger        | Indipendente          |
|          | Set 2019         | Luciana Berger        | Lib Dem               |
|          | 2019             | Paula Barker          | Laburista             |

## Elezioni

### Elezioni negli anni 2020
| Partito                    | Partito                                | Candidato                  | Risultati 4 luglio 2024 | Risultati 4 luglio 2024 |
| Partito                    | Partito                                | Candidato                  | Voti                    | %                       |
| -------------------------- | -------------------------------------- | -------------------------- | ----------------------- | ----------------------- |
|                            | Laburista                              | Paula Barker               | 23 077                  | 57,96                   |
|                            | Verdi                                  | Tom Crone                  | 6 773                   | 17,01                   |
|                            | Reform UK                              | Adam Heatherington         | 3 454                   | 8,68                    |
|                            | Lib Dem                                | Rob McAlister-Bell         | 2 759                   | 6,93                    |
|                            | Conservatore                           | Charlotte Eagar            | 1 887                   | 4,74                    |
|                            | Indipendente                           | Ann San                    | 1 191                   | 2,99                    |
|                            | Indipendente                           | Mohamed El Ghady           | 566                     | 1,42                    |
|                            | Indipendente                           | Joe Owens                  | 108                     | 0,27                    |
|                            |                                        |                            |                         |                         |
| Iscritti                   | Iscritti                               | Iscritti                   | 70 581                  | 100,00                  |
| ↳ Votanti (% su iscritti)  | ↳ Votanti (% su iscritti)              | ↳ Votanti (% su iscritti)  | 39 815                  | 56,41                   |
| ↳ Astenuti (% su iscritti) | ↳ Astenuti (% su iscritti)             | ↳ Astenuti (% su iscritti) | 30 766                  | 43,59                   |
|                            |                                        |                            |                         |                         |
|                            | Esito: collegio confermato a Laburista |                            |                         |                         |

### Elezioni negli anni 2010
| Partito                    | Partito                                | Candidato                  | Risultati 12 dicembre 2019 | Risultati 12 dicembre 2019 |
| Partito                    | Partito                                | Candidato                  | Voti                       | %                          |
| -------------------------- | -------------------------------------- | -------------------------- | -------------------------- | -------------------------- |
|                            | Laburista                              | Paula Barker               | 31 310                     | 72,18                      |
|                            | Conservatore                           | Catherine Mulhern          | 4 225                      | 9,74                       |
|                            | Lib Dem                                | Richard Kemp               | 4 055                      | 9,35                       |
|                            | Brexit                                 | Adam Heatherington         | 1 921                      | 4,43                       |
|                            | Verdi                                  | Kay Inckle                 | 1 365                      | 3,15                       |
|                            | Liberale                               | Mick Coyne                 | 501                        | 1,15                       |
|                            |                                        |                            |                            |                            |
| Iscritti                   | Iscritti                               | Iscritti                   | 63 458                     | 100,00                     |
| ↳ Votanti (% su iscritti)  | ↳ Votanti (% su iscritti)              | ↳ Votanti (% su iscritti)  | 43 377                     | 68,36                      |
| ↳ Astenuti (% su iscritti) | ↳ Astenuti (% su iscritti)             | ↳ Astenuti (% su iscritti) | 20 081                     | 31,64                      |
|                            |                                        |                            |                            |                            |
|                            | Esito: collegio confermato a Laburista |                            |                            |                            |

| Partito                    | Partito                                      | Candidato                  | Risultati 8 giugno 2017 | Risultati 8 giugno 2017 |
| Partito                    | Partito                                      | Candidato                  | Voti                    | %                       |
| -------------------------- | -------------------------------------------- | -------------------------- | ----------------------- | ----------------------- |
|                            | Laburista Co-Op                              | Luciana Berger             | 34 717                  | 79,55                   |
|                            | Conservatore                                 | Denise Haddad              | 5 251                   | 12,03                   |
|                            | Lib Dem                                      | Richard Kemp               | 2 858                   | 6,55                    |
|                            | Verdi                                        | Ted Grant                  | 598                     | 1,37                    |
|                            | Indipendente                                 | Adam Heatherington         | 216                     | 0,49                    |
|                            |                                              |                            |                         |                         |
| Iscritti                   | Iscritti                                     | Iscritti                   | 62 253                  | 100,00                  |
| ↳ Votanti (% su iscritti)  | ↳ Votanti (% su iscritti)                    | ↳ Votanti (% su iscritti)  | 43 640                  | 70,10                   |
| ↳ Astenuti (% su iscritti) | ↳ Astenuti (% su iscritti)                   | ↳ Astenuti (% su iscritti) | 18 613                  | 29,90                   |
|                            |                                              |                            |                         |                         |
|                            | Esito: collegio confermato a Laburista Co-Op |                            |                         |                         |

| Partito                    | Partito                                      | Candidato                  | Risultati 7 maggio 2015 | Risultati 7 maggio 2015 |
| Partito                    | Partito                                      | Candidato                  | Voti                    | %                       |
| -------------------------- | -------------------------------------------- | -------------------------- | ----------------------- | ----------------------- |
|                            | Laburista Co-Op                              | Luciana Berger             | 28 401                  | 69,31                   |
|                            | Conservatore                                 | James Pearson              | 4 098                   | 10,00                   |
|                            | UKIP                                         | Adam Heatherington         | 3 375                   | 8,24                    |
|                            | Lib Dem                                      | Leo Evans                  | 2 454                   | 5,99                    |
|                            | Verdi                                        | Peter Cranie               | 2 140                   | 5,22                    |
|                            | TUSC                                         | David Walsh                | 362                     | 0,88                    |
|                            | Indipendente                                 | Niamh McCarthy             | 144                     | 0,35                    |
|                            |                                              |                            |                         |                         |
| Iscritti                   | Iscritti                                     | Iscritti                   | 61 707                  | 100,00                  |
| ↳ Votanti (% su iscritti)  | ↳ Votanti (% su iscritti)                    | ↳ Votanti (% su iscritti)  | 40 974                  | 66,40                   |
| ↳ Astenuti (% su iscritti) | ↳ Astenuti (% su iscritti)                   | ↳ Astenuti (% su iscritti) | 20 733                  | 33,60                   |
|                            |                                              |                            |                         |                         |
|                            | Esito: collegio confermato a Laburista Co-Op |                            |                         |                         |

| Partito                    | Partito                                      | Candidato                  | Risultati 6 maggio 2010 | Risultati 6 maggio 2010 |
| Partito                    | Partito                                      | Candidato                  | Voti                    | %                       |
| -------------------------- | -------------------------------------------- | -------------------------- | ----------------------- | ----------------------- |
|                            | Laburista Co-Op                              | Luciana Berger             | 20 132                  | 53,31                   |
|                            | Lib Dem                                      | Colin Eldridge             | 12 965                  | 34,33                   |
|                            | Conservatore                                 | Andrew Garnett             | 2 830                   | 7,49                    |
|                            | UKIP                                         | Neil Miney                 | 890                     | 2,36                    |
|                            | Verdi                                        | Rebecca Lawson             | 598                     | 1,58                    |
|                            | Laburista Socialista                         | Kim Singleton              | 200                     | 0,53                    |
|                            | BNP                                          | Steven McEllenborough      | 150                     | 0,40                    |
|                            |                                              |                            |                         |                         |
| Iscritti                   | Iscritti                                     | Iscritti                   | 62 564                  | 100,00                  |
| ↳ Votanti (% su iscritti)  | ↳ Votanti (% su iscritti)                    | ↳ Votanti (% su iscritti)  | 37 914                  | 60,60                   |
| ↳ Astenuti (% su iscritti) | ↳ Astenuti (% su iscritti)                   | ↳ Astenuti (% su iscritti) | 24 650                  | 39,40                   |
|                            |                                              |                            |                         |                         |
|                            | Esito: collegio confermato a Laburista Co-Op |                            |                         |                         |

### Elezioni negli anni 2000
| Partito                    | Partito                                | Candidato                  | Risultati 5 maggio 2005 | Risultati 5 maggio 2005 |
| Partito                    | Partito                                | Candidato                  | Voti                    | %                       |
| -------------------------- | -------------------------------------- | -------------------------- | ----------------------- | ----------------------- |
|                            | Laburista                              | Jane Kennedy               | 18 441                  | 52,43                   |
|                            | Lib Dem                                | Colin Eldridge             | 13 268                  | 37,72                   |
|                            | Conservatore                           | Jason W. Steen             | 2 331                   | 6,63                    |
|                            | UKIP                                   | Mark E. Bill               | 660                     | 1,88                    |
|                            | Laburista Socialista                   | Gary Theys                 | 244                     | 0,69                    |
|                            | Alleanza Socialista Democratica        | Paul Filby                 | 227                     | 0,65                    |
|                            |                                        |                            |                         |                         |
| Iscritti                   | Iscritti                               | Iscritti                   | 69 234                  | 100,00                  |
| ↳ Votanti (% su iscritti)  | ↳ Votanti (% su iscritti)              | ↳ Votanti (% su iscritti)  | 35 171                  | 50,80                   |
| ↳ Astenuti (% su iscritti) | ↳ Astenuti (% su iscritti)             | ↳ Astenuti (% su iscritti) | 34 063                  | 49,20                   |
|                            |                                        |                            |                         |                         |
|                            | Esito: collegio confermato a Laburista |                            |                         |                         |

| Partito                    | Partito                                | Candidato                  | Risultati 7 giugno 2001 | Risultati 7 giugno 2001 |
| Partito                    | Partito                                | Candidato                  | Voti                    | %                       |
| -------------------------- | -------------------------------------- | -------------------------- | ----------------------- | ----------------------- |
|                            | Laburista                              | Jane Kennedy               | 20 155                  | 62,71                   |
|                            | Lib Dem                                | Christopher Newby          | 7 836                   | 24,38                   |
|                            | Conservatore                           | Geoffrey Allen             | 3 091                   | 9,62                    |
|                            | Laburista Socialista                   | Michael Lane               | 359                     | 1,12                    |
|                            | Alleanza Socialsita                    | Mark O'Brien               | 349                     | 1,09                    |
|                            | UKIP                                   | Neil Miney                 | 348                     | 1,08                    |
|                            |                                        |                            |                         |                         |
| Iscritti                   | Iscritti                               | Iscritti                   | 72 546                  | 100,00                  |
| ↳ Votanti (% su iscritti)  | ↳ Votanti (% su iscritti)              | ↳ Votanti (% su iscritti)  | 32 138                  | 44,30                   |
| ↳ Astenuti (% su iscritti) | ↳ Astenuti (% su iscritti)             | ↳ Astenuti (% su iscritti) | 40 408                  | 55,70                   |
|                            |                                        |                            |                         |                         |
|                            | Esito: collegio confermato a Laburista |                            |                         |                         |

## Risultati dei referendum

### Referendum sulla permanenza del Regno Unito nell'Unione europea del 2016
|             | Collegio            | Lasciare UE % | Rimanere in UE % |
| ----------- | ------------------- | ------------- | ---------------- |
|             | Liverpool Wavertree | 35,8%         | 64,2%            |
|             | Inghilterra         | 53,3%         | 46,7%            |
| Regno Unito | 51,9%               | 48,1%         |                  |